# Aldeia do Carnaval

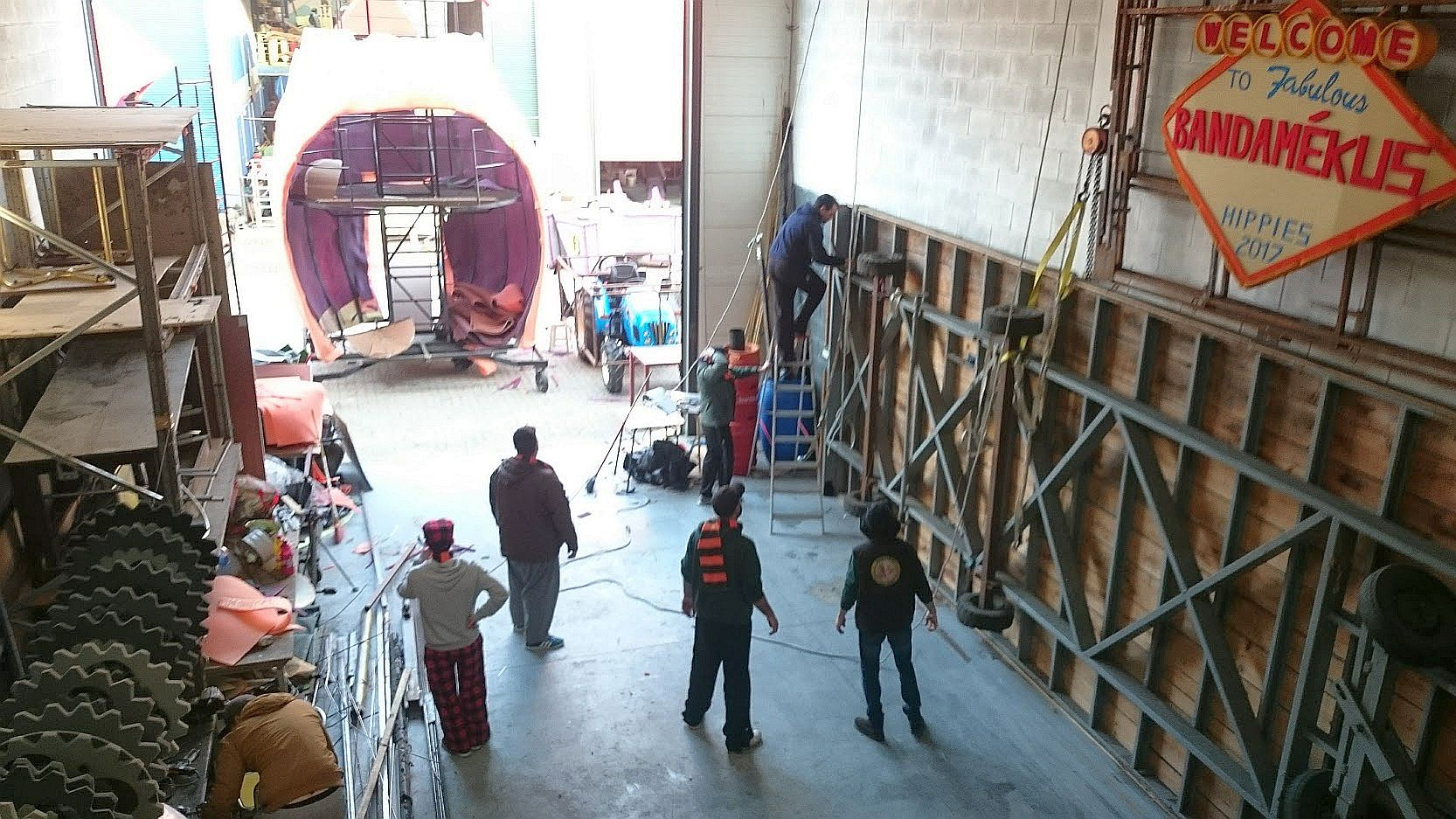
Interior de la sede del Grupo Hippies, una de las asociaciones almacenadas en la Aldea del Carnaval.

La Aldea del Carnaval es una infraestructura existente en Ovar, que reúne las sedes de todas las Asociaciones que participan en su Carnaval.
Fue inaugurada en el a 14 de septiembre de 2013, estando actualmente almacenados en su perímetro las sedes de 24 Asociaciones Culturales.
Con su construcción se reunió, en un único espacio, las actividades relacionadas con la preparación del Carnaval, que involucran diseño (vestuario y elementos alegóricos), desarrollo de estructuras mecánicas de apoyo al desfile, pruebas de nuevas tecnologías, música, baile y teatro callejero.